# 丁正铎
丁正铎（1915年—1998年3月21日），男，江苏如皋人，中华人民共和国政治人物，曾任中共上海市委办公厅主任，上海市文化局副局长，上海市电影局副局长，中国摄影家协会常务理事。